# Ушуая
Ушуа́я (исп. Ushuaia, также Ушуайя, Усуая или Усвайя) — город и порт на юге Аргентины. Находится на острове Огненная Земля. Административный центр провинции Огненная Земля и одноимённого департамента. Является самым южным городом Земли.
Население — 82 615 человек (2022).
Ушуая является самым южным городом Земли, но не самым южным населённым пунктом. Посёлок Пуэрто-Уильямс находится южнее, но не является городом. Ещё южнее находится рыбацкая деревня Пуэрто-Торо, где живут около 50 человек — рыбаки с семьями. В городе находится порт, где останавливаются круизные корабли и частные яхты на пути в Антарктиду.
В Ушуае находится международный аэропорт "Malvinas Argentinas", открытый в 1995 году (код аэропорта ИАТА: USH; код аэропорта ИКАО: SAWH). Он расположен в 5 км от центра города, на небольшом полуострове к югу от города. Это самый южный международный аэропорт в мире, способный принимать самолёты размером с Боинг 747.

## История
Город находится на берегу пролива Бигл, который был назван в честь корабля HMS Beagle («Бигль»), десятипушечного бриг-шлюпа типа «Чероки». На этом корабле Чарльз Дарвин совершил своё знаменитое путешествие, во время которого корабль обогнул Южную Америку, пройдя через только что открытый пролив.
HMS Beagle под командованием Роберта Фицроя впервые достиг побережья, где находится город, в январе 1833 года во время своего первого рейса по обследованию Огненной Земли.
Британский миссионер Уэйт Хокин Стирлинг стал первым европейцем, поселившимся в Ушуайе в 1869 году. В 1870 году прибыло ещё несколько британских миссионеров, которые основали небольшое поселение. Именно они дали городу его имя. В 1872 году было зарегистрировано 36 крещений и семь браков, а также первое рождение европейского ребенка на Огненной Земле.
В 1873 году Хуан и Клара Лоуренс стали первыми гражданами Аргентины, поселившимися Ушуае, они преподавали в местной школе.
В 1896 году основанная аргентинским правительством тюрьма приняла первых заключенных, в основном рецидивистов и опасных заключенных, переведенных из Буэнос-Айреса, а также некоторых политических заключенных. В первой половине XX века город был сосредоточен фактически вокруг тюрьмы.
После закрытия тюрьмы в 1947 году этот комплекс стал частью военно-морской базы Ушуайя, которая использовалась, в частности, в время Фолклендской войны.

## Климат

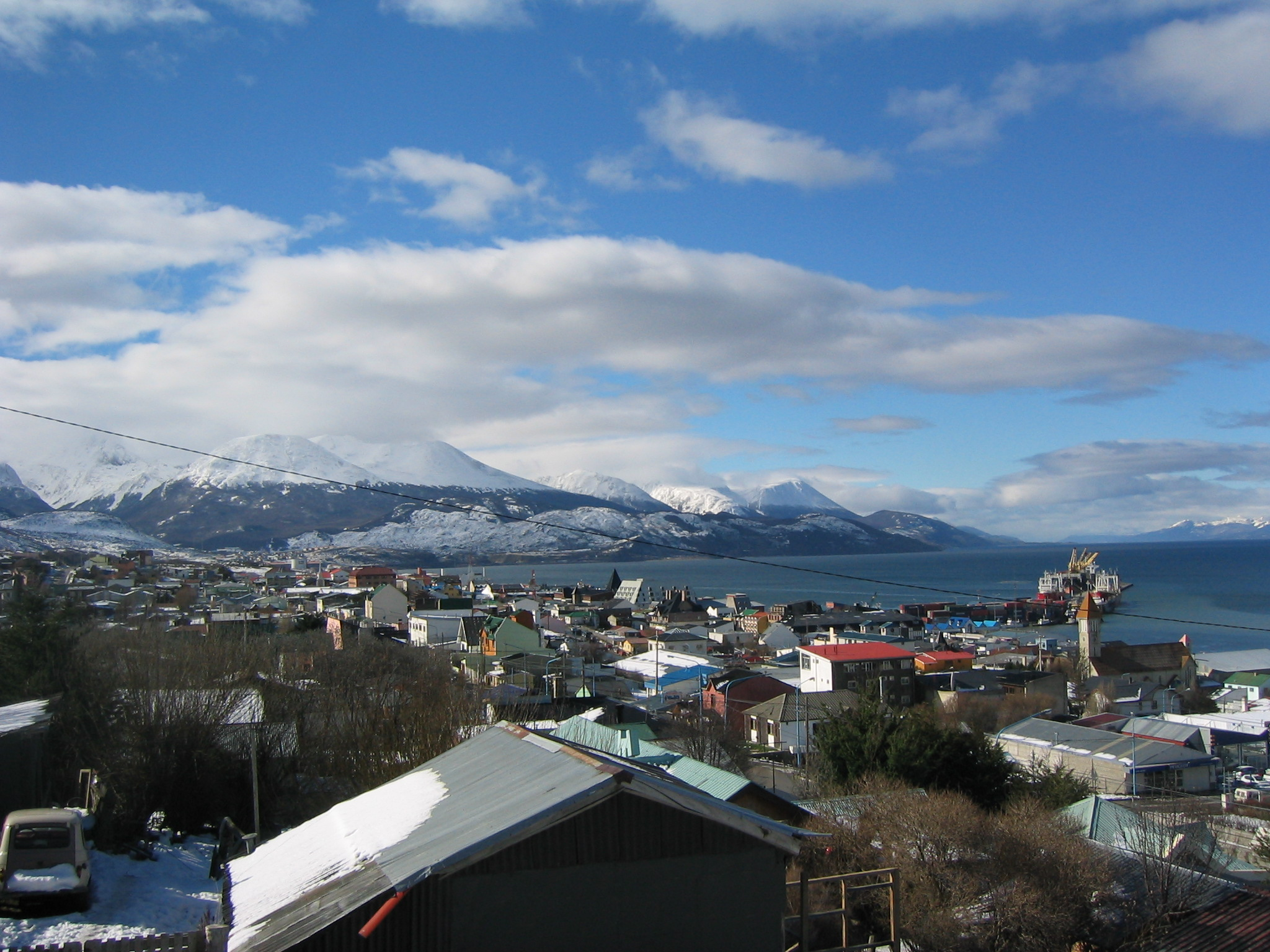
Ушуая весной

По классификации климатов Кëппена — переходный от Cfc к ET. Климатическая зима, как и климатическое лето, почти отсутствует. Это связано с сильным смягчающим влиянием океана на климат.
Среднемесячные температуры — от +2° (июль) до +10° (январь). Дневные температуры летом редко превышают +20 °C.
| Показатель                                  | Янв.  | Фев. | Март | Апр. | Май  | Июнь | Июль | Авг. | Сен. | Окт. | Нояб. | Дек. | Год |
| ------------------------------------------- | ----- | ---- | ---- | ---- | ---- | ---- | ---- | ---- | ---- | ---- | ----- | ---- | --- |
| Средний суточный максимум, °C               | 15,0  | 14,1 | 12,4 | 9,8  | 6,3  | 4,6  | 4,5  | 6,1  | 8,8  | 11,1 | 12,9  | 13,4 | 9,9 |
| Средняя температура, °C                     | 10,35 | 9,65 | 7,95 | 5,95 | 3,2  | 1,65 | 1,55 | 2,55 | 4,65 | 6,75 | 7,8   | 9,65 | 6   |
| Средний суточный минимум, °C                | 5,7   | 5,2  | 3,5  | 2,1  | 0,1  | −1,3 | −1,4 | −1   | 0,5  | 2,3  | 3,9   | 4,9  | 2,0 |
| Норма осадков, мм                           | 30,7  | 33,2 | 47,8 | 49,7 | 54,5 | 54,7 | 46,2 | 60,7 | 39,5 | 34,6 | 35,4  | 41,0 | 528 |
| Источник: World Meteorological Organisation |       |      |      |      |      |      |      |      |      |      |       |      |     |

## Достопримечательности
Среди туристических объектов города — тюрьма, которая работала до 1947 года. Сейчас в её здании расположен музей. В окрестностях самого южного города планеты находятся самый южный в мире национальный парк (Огненная Земля) и самый южный в мире маяк Les Eclaireurs, а также историческая железная дорога протяженностью 7 км (до Национального парка), по которой ходит так называемый «Поезд на краю света», движимый паровозом.

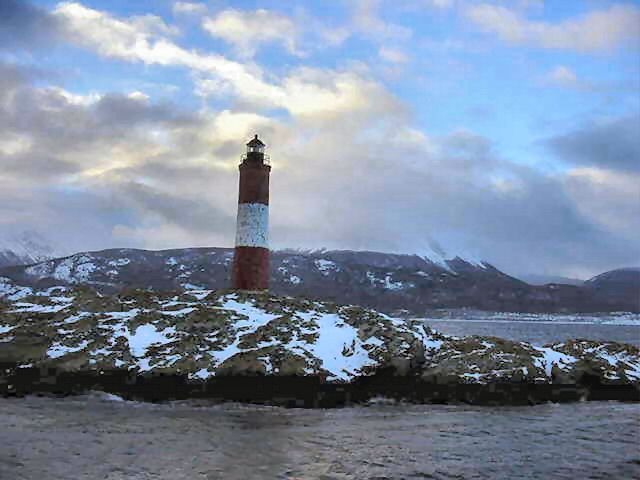
Маяк Les Eclaireurs вблизи Ушуаи

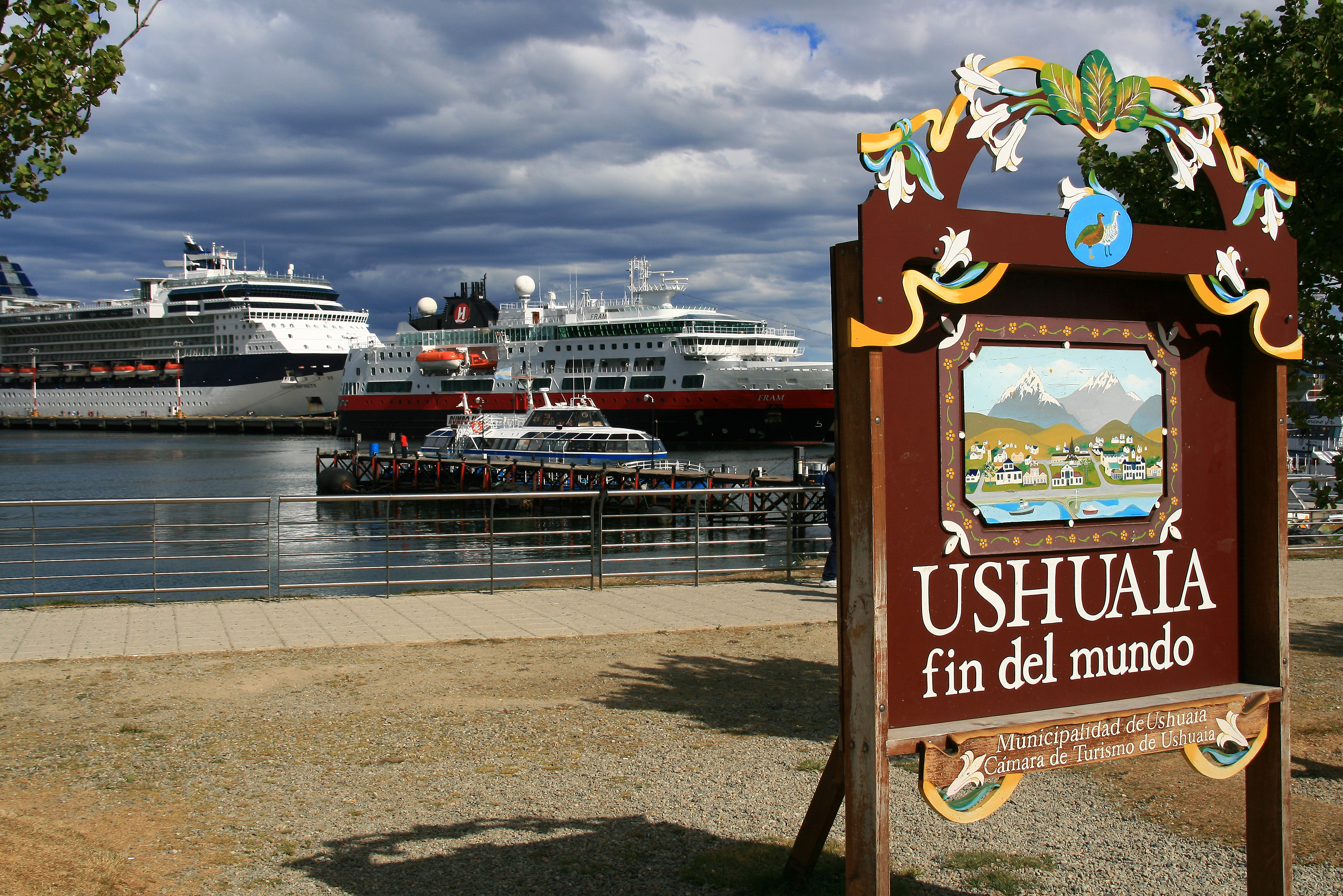

## Спорт
В Ушуае, помимо традиционных для страны видов спорта (футбол, теннис, баскетбол), развиты регби, альпинизм, лыжи и хоккей. Здесь есть крытый хоккейный стадион с площадкой 60×30 метров, на нём проводятся как городские, так и региональные соревнования (Кубок Патагонии). Проводятся лыжные гонки Ushuaia Loppet серии Worldloppet.

## Города-побратимы
- Алерт (Канада) — самое северное поселение в мире[4].
- Хаммерфест (Норвегия) — самый северный город Европы[4].
- Эйлат (Израиль)[4] — самый южный город Израиля.
- Уткиагвик (США) — самый северный город Северной Америки[4].
- Сантус, Бразилия[4]
- Нуук, Гренландия[4], Дания

### Города-партнёры
- Лацио, Италия[4]